# جواو كوستا نيتو
جواو كوستا نيتو (16 يناير 1981 في البرازيل – )؛ هو لاعب كرة قدم كان يلعب كلاعب وسط.